# Tyrrensk skivtungegroda
Tyrrensk skivtungegroda (Discoglossus sardus) är en art i familjen skivtungade grodor (Pelobatidae) som tillhör ordningen stjärtlösa groddjur.

## Utseende
Den tyrrenska skivtungegrodan är tämligen slank med ett spetsigt huvud och ögon med en hjärtformad pupill. Den blir upp till 8 cm lång. Grodan förekommer i två olika utseendemässiga former: En enfärgat rödaktig, röd- till mörkbrun eller mörkgrå, och en med mörka fläckar mot ljusare botten. Till skillnad mot den portugisiska skivtungegrodan har fläckarna inga ljusa kanter.

## Utbredning
Den tyrrenska skivtungegrodan förekommer i Italien, Sardinien och korsikanska låglandet. På grund av att man nyligen upptäckt en dubbelgångare, D. montalentii, är uppgifterna om utbredningen något osäkra.

## Vanor
Grodan vistas i eller nära stillastående vattensamlingar och långsamrinnande bäckar i öppen terräng, blandskog eller macchia. Den tolererar även brackvatten. Grodan lever från havsytan upp till 1 700 m
Den övervintrar i december till februari. Mitt på sommaren, i augusti, kan den också vara inaktiv.

## Fortplantning
Den tyrrenska skivtungegrodan leker dels i mars till juni, dels i oktober till november i strömmande vatten där honan lägger sina ägg enstaka eller i små klumpar på botten eller i vattenvegetation.